# Guéret
Guéret (på occitanska Garait [gɒˈraj, gɒˈre]) är en kommun och prefektur i departementet Creuse i regionen Nouvelle-Aquitaine i de centrala delarna av Frankrike. Kommunen är chef-lieu för 3 kantoner och för arrondissementet Guéret. År 2022 hade Guéret 12 814 invånare.

## Befolkningsutveckling
Antalet invånare i kommunen Guéret
Referens:INSEE